# 曾顯
曾顯（15世紀—16世紀），字克達，江西吉安府泰和縣蕩原人，明朝政治人物。

## 生平
曾顯是成化十三年（1477年）丁酉科江西鄉試舉人，授寧波府訓導，弘治三年（1490年）陞滁州知州，建議在道路中設站協助上貢和驛馬，又在徐州河決時堅持不讓滁州代輸賦稅，丁憂離任，服闋後在弘治十一年（1498年）改任宿州知州，節省開支、抑壓豪強，每天召集儒生講明經義，教育人民以孝弟勤儉為先，寫下《諭民詞》在州內傳誦。
弘治十五年（1502年）改任靖州知州，為政依舊廉明勤慎、節用愛人，在地方興利除弊，擢為楚雄府同知亦有德政，獲薦陞雲南按察司僉事，疏濬滇海的工費毋須勞累人民，進階亞中大夫，六十三歲致仕，回鄉後布衣蔬食如貧窮士子，為人樂善不說人過錯，也會周濟窮人，得鄉人傳揚其事，去世後在萬曆三年（1575年）由湖廣按察司僉事陳允升題請崇祀名宦祠。

## 引用
1. 1 2  光緒《泰和縣志·卷十七·列傳》：曾顯，字克達，蕩原人，由成化鄉舉分教寧波，陞滁州知州，改宿州，再改靖州，陞楚雄府同知皆有惠政，家肖像祀之；用薦擢雲南按察僉事，濬滇海、城平夷工費鉅萬民不告勞，軺車所至郡邑肅清，累進亞中大夫，年六十三致仕，家居蔬食布衣一如貧士，平居樂善不言人過，賑窮周乏若切飢渴，鄉人至今誦之。 萬厯志
2. ↑  光緒《泰和縣志·卷十二·選舉》：成化十三年 丁酉 鄉試……曾顯 字克達，蕩原人，由寧波府訓導擢知滁州，終雲南僉事
3. ↑  光緒《重修安徽通志·卷一百四十九·職官志》：曾顯，字克達，泰和人，宏治三年知滁州，滁當衝要，方貢夫馬繹騷民苦煩費，顯議中道池河為定遠西徼，設站協之，河決徐州田租不入，撫按議令滁代輸，顯力爭得免。 《江南通志》
4. ↑  嘉靖《宿州志·卷三·職官志》：曾顯 字克達，江西泰和人 ，由鄉舉署浙之鄞縣學事，陞知滁州以憂去任，弘治戊午服闋改知宿州，轉按察僉事，致政卒于家，顯治宿省浮費、抑豪右，境內肅然，公庭晝靜，吏胥悉令讀律，日召生儒與之講明經義，率民以孝弟勤儉為先，所制《諭民詞》今猶傳誦未已，時稱賢守以顯為最。
5. ↑  雍正《江西通志·卷七十八·人物十三》：曾顯，泰和人，成化鄉舉，知靖州廉明勤慎、節用愛人、興利除弊，靖人懷之立去思碑於州治，萬曆三年提學副使陳允升題允崇祀。 湖廣名宦志